# マイティリー語
マイティリー語（マイティリーご、マイティリー語: मैथिली、英: Maithili language）は、インド・ヨーロッパ語族、インド・イラン語派、インド語派に属する言語である。ミティラー語、マイティル語ともいう。マイティリーの名前は古代インドのガンジス東部のミティラー王国が由来である。インドビハール州のほか、ネパール南部、タライ平原（マデス地方）で話される。ネパールではネパール語についで話者が多く、国民の12.1%が話している。

## 言語名別称
- ミティラー語
- マイティリ語
- マイティル語
- Apabhramsa
- Bihari
- Maitili
- Maitli
- Methli
- Tirahutia
- Tirhuti
- Tirhutia

## 方言
- Standard Maithili (mai-sta)
- Bantar (mai-ban)
- Musar (mai-mus)
- Southern Standard Maithili (mai-sou)
- Barmeli (mai-bam)
- Central Colloquial Maithili (mai-cen)
- Kyabrat (mai-kya)
- Dehati (mai-deh)
- Kisan (mai-kis)
- Kawar (mai-kaw)
- Barei (mai-bar)
- Eastern Maithili (mai-eas)
- Makrana (mai-mak)
- Jolaha (mai-jol)
- Western Maithili (mai-wes)
- Tati (mai-tat)
- Sadri (mai-sad)

## 文字
表記は、デーヴァナーガリー文字で行う。過去には、カイティー文字、ティルフータ文字も使われた。